# Szamałgan
Szamałgan (kaz. Шамалған / Şamalğan; ros. Шамалган) – wieś w południowo-wschodnim Kazachstanie, w obwodzie ałmackim, w rejonie Karasaj. W 2009 roku liczyła 13 616 mieszkańców.
W miejscowości urodził się pierwszy prezydent Kazachstanu Nursułtan Nazarbajew.
W latach 2009–2017 miejscowość nosiła nazwę Üszkongyr (kaz. Үшқоңыр; ros. Ушконыр, Uszkonyr). 